# Eea (isola)
Κίρκη ἐϋπλόκαμος, δεινὴ θεὸς αὐδήεσσα,

αὐτοκασιγνήτη ὀλοόφρονος Αἰήταο·»
Circe, diva terribile, dal crespo

Crine e dal dolce canto, avea soggiorno.»
(Odissea, libro X, vv. 135-137, traduzione di Ippolito Pindemonte)
L'isola di Eea (in greco antico: Αἰαίη?, Aiáiē o Αἰαία, Aiáiā, in latino Aeaea) viene nominata nell'Odissea come dimora della maga Circe e prendeva il nome da Eos, l'aurora.

## Possibili identificazioni

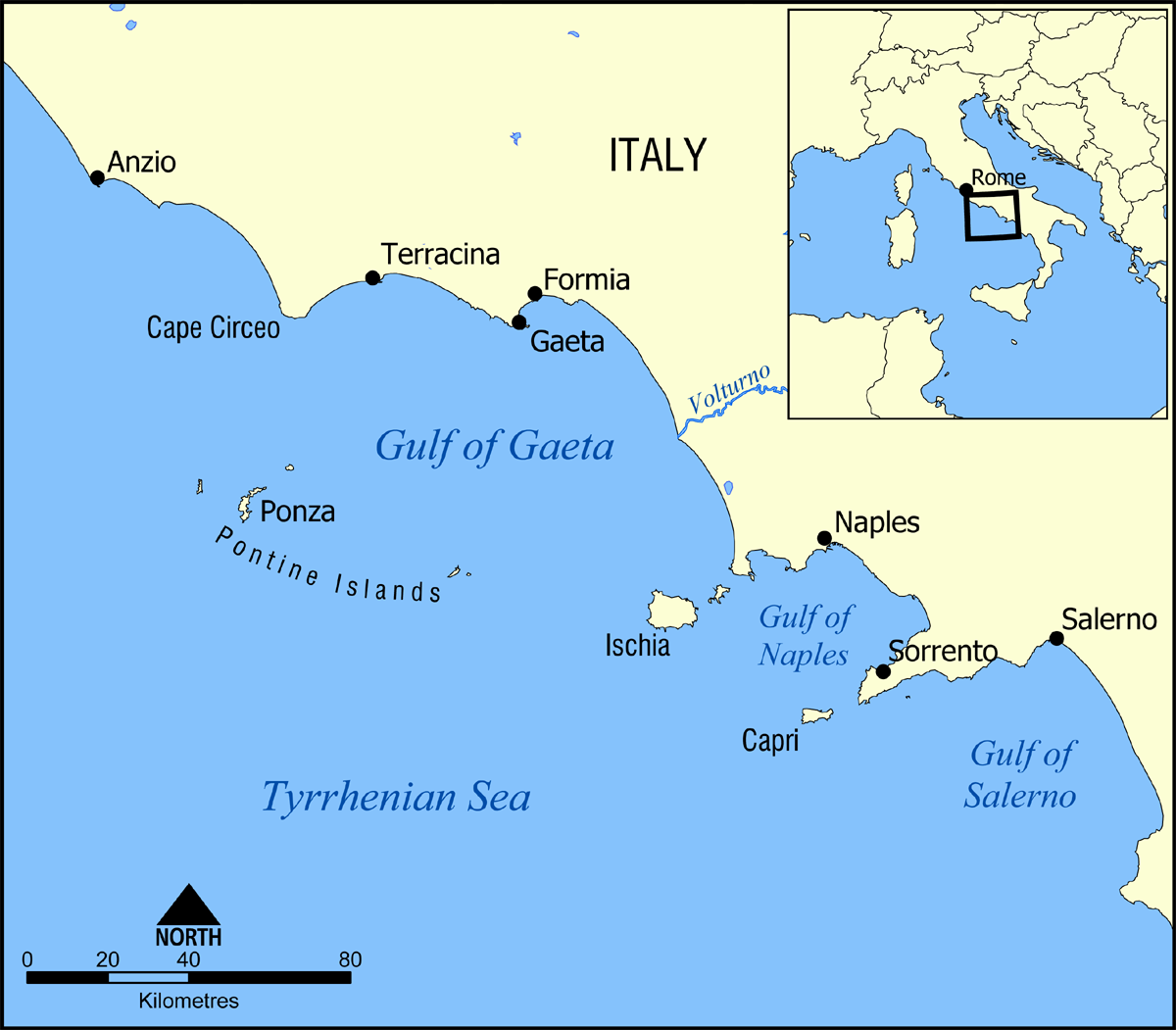
Le coste tirreniche del Lazio e della Campania

Che la sede di Circe fosse un'isola è ben chiaro nel libro X dell'Odissea in quanto Ulisse, salito su una roccia scorse nella sua interezza il contorno dell'isola:
e il pelago tutto d'intorno la stringe e ghirlanda.
Tale isola è stata identificata, fin dall'antichità (lo testimonia Strabone), con l'attuale promontorio del Circeo. Tuttavia il Circeo non è che un promontorio e in passato era una penisola; si è ipotizzato quindi che in epoca antica dovesse essere separato dalla terra e circondato dal mare o collegato alla terra da una spiaggia.
A ricordo di questa sede ipotetica esiste ancora una grotta indicata come "della Maga Circe", dove il termine maga (di uso popolare e letterario non greco) sostituisce quello originario di dea, nonché le rovine del cosiddetto "Tempio di Circe (o di Venere)", dove fu rinvenuta la testa di una statua, attribuita alla divinità.
La dimora di Circe era al centro dell'isola, in un'aprica pianura e in giro si vedevano ampie strade.
Come si può notare sia l'isola che le ampie strade lasciano dei dubbi sull'identificazione di Eea con il Circeo, tuttavia il promontorio del Circeo, visto da Gaeta o Sperlonga, può sembrare proprio un'isola.
Un autore, Fernando Jaume, identificò l'isola di Circe con Didyma, o isola di Salina, le "rocce erratiche" essendo i Faraglioni di Lipari, accanto all'Isola delle Sirene e all'Ade in Sicilia, forse altrettante evocazioni del vulcanismo di questo arcipelago. La spiaggia stretta, le foreste dedicate a Persefone sarebbero lì, ad Acquedolci.
Alcuni storici hanno ipotizzato che l'isola corrispondesse all'acropoli di Terracina o comunque in una zona vicina a Terracina. Inoltre a Terracina il tempio della dea Feronia sembra potersi identificare proprio con Circe.
Altri hanno ipotizzato, invece, che fosse l'isola di Ponza.
Più di recente altri ancora, come il professore e storiografo neozelandese L.G. Pocock, studiando e ripercorrendo approfonditamente gli eventi descritti nell'Odissea di Omero, hanno identificato Eèa nell'Isola di Ustica, la quale, anche per lo scrittore Marco Carlo Rognoni, sembra corrispondere al luogo più plausibile a motivo della sua particolare storia, posizione e morfologia.
Secondo Robert Graves "... Si suppone che gli Argonauti abbiano navigato lungo il Po, di fronte alla cui foce, sull'altra sponda dell'Adriatico, si trovava Eea, ora chiamata Lussino...".
Altre interpretazioni collocano l'isola prossima alla Sardegna ed in alcuni casi l'isola stessa; molte persone attribuiscono la forma dell'isola, simile ad una donna sdraiata, alla “Maga Circe” della tradizione popolare.